# Edge o' Beyond
Edge o' Beyond è un film muto del 1919 diretto da Fred W. Durrant.

## Trama
In Rodesia, una donna abbandona il marito brutale e crudele quando il loro bambino muore.

## Produzione
Il film fu prodotto dalla G.B. Samuelson Productions.

## Distribuzione
Distribuito dalla General Film Distributors (GFD), il film uscì nelle sale cinematografiche britanniche nell'ottobre 1919.